# Enicognathus ferrugineus
La cotorra cachaña (Enicognathus ferrugineus) también conocida como cachaña, cotorra austral o catita, es una especie de ave psitaciforme de la familia Psittacidae que habita en Argentina, Chile y en las Islas Malvinas, más al sur que cualquier otra especie de loro. Posee una coloración general verde oscura, con plumas de la corona y espalda ribeteadas de negro, y frente roja. Sus alas presentan tonalidades azules metálicas, mientras que su cola es roja oscura. Es distinguible una mancha roja que tiene en el centro del abdomen. Su pico tiene forma de gancho, y es ancho y corto. Sus patas son cortas y zigodáctilas (con dos dedos hacia adelante y dos hacia atrás).

## Descripción
De coloración similar al choroy (Enicognathus leptorhynchus, con quién comparte parte de su rango), se diferencia de este por ser notablemente más chico (cerca de 34 cm), por su pico ganchudo y corto, y por ser menos bullicioso, pero en general son de costumbres parecidas. Anida en el mes de diciembre, en el interior de los bosques, en parejas aisladas y silenciosas, ocupando hoyos o huecos de árboles, pero generalmente a menor altura que el choroy. Los huevos también son similares, blancos opacos redondeados, pero más chicos; y la nidada consta de entre 4 y 6 huevos. Se alimenta de granos, semillas y pequeños frutos.

## Taxonomía
Existen dos subespecies de Enicognathus ferrugineus (Elliott, 1997); sin embargo, sus descripciones datan de los años 1776 y 1919, respectivamente, no encontrándose datos actualizados o genéticos que lo confirmen. Estas subespecies corresponden a Enicognathus ferrugineus minor y a Enicognathus ferrugineus ferrugineus. Ambas subespecies presentarían características y costumbres similares (Elliott, 1997). Debido a que no existe una confirmación real, muchos estudios la describen como una sola especie. Las únicas diferencias que se describen en esos años corresponden al tamaño y a su distribución, ya que E. ferrugineus ferrugineus mide 35 cm y habita en el estrecho de Magallanes y Tierra del Fuego; y E. ferrugineus minor mide 31 cm y se distribuye desde Colchagua hasta Aysén (Drexler, 2003).

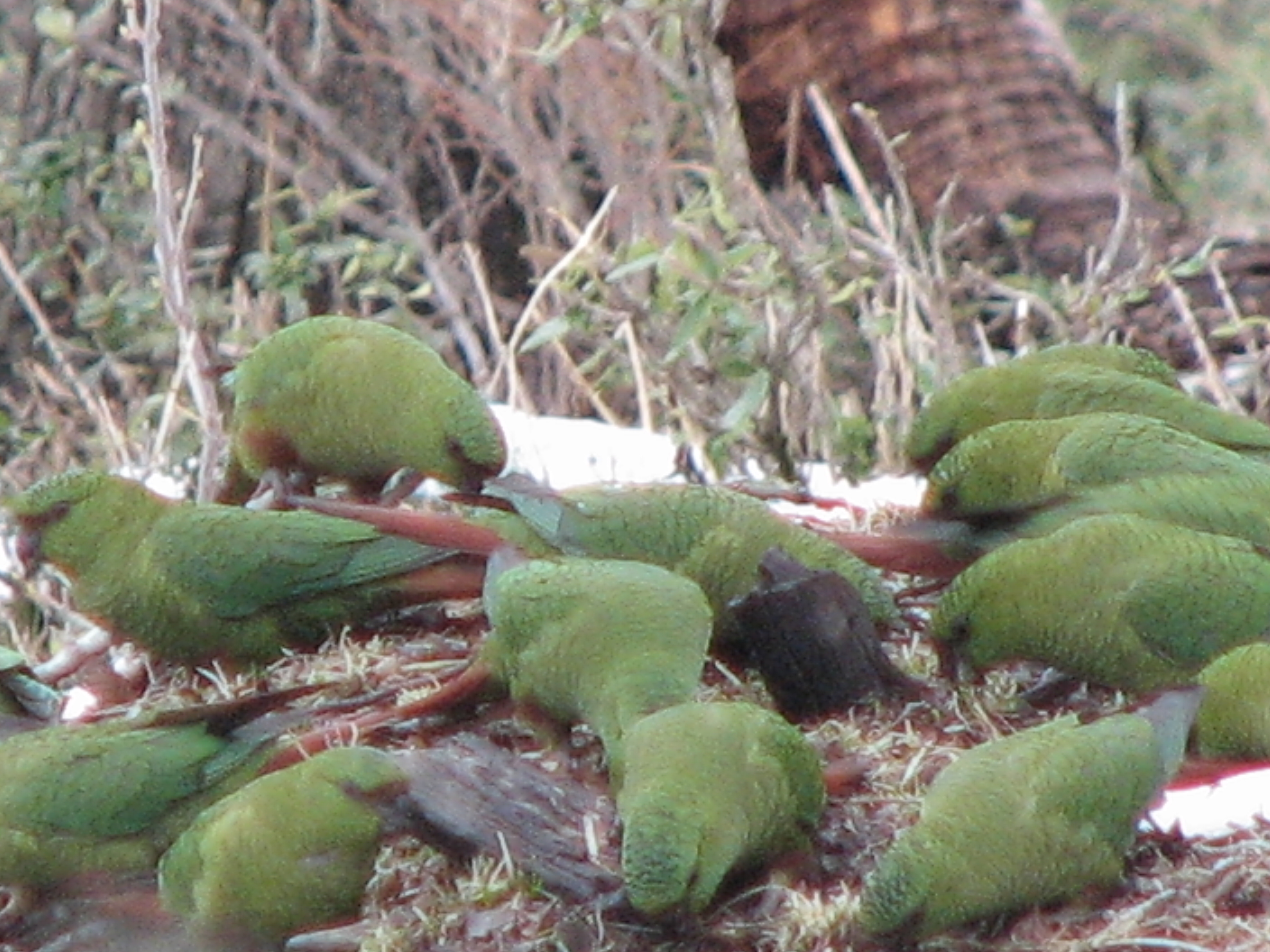
Cachañas en San Martín de los Andes, Neuquén, Argentina.
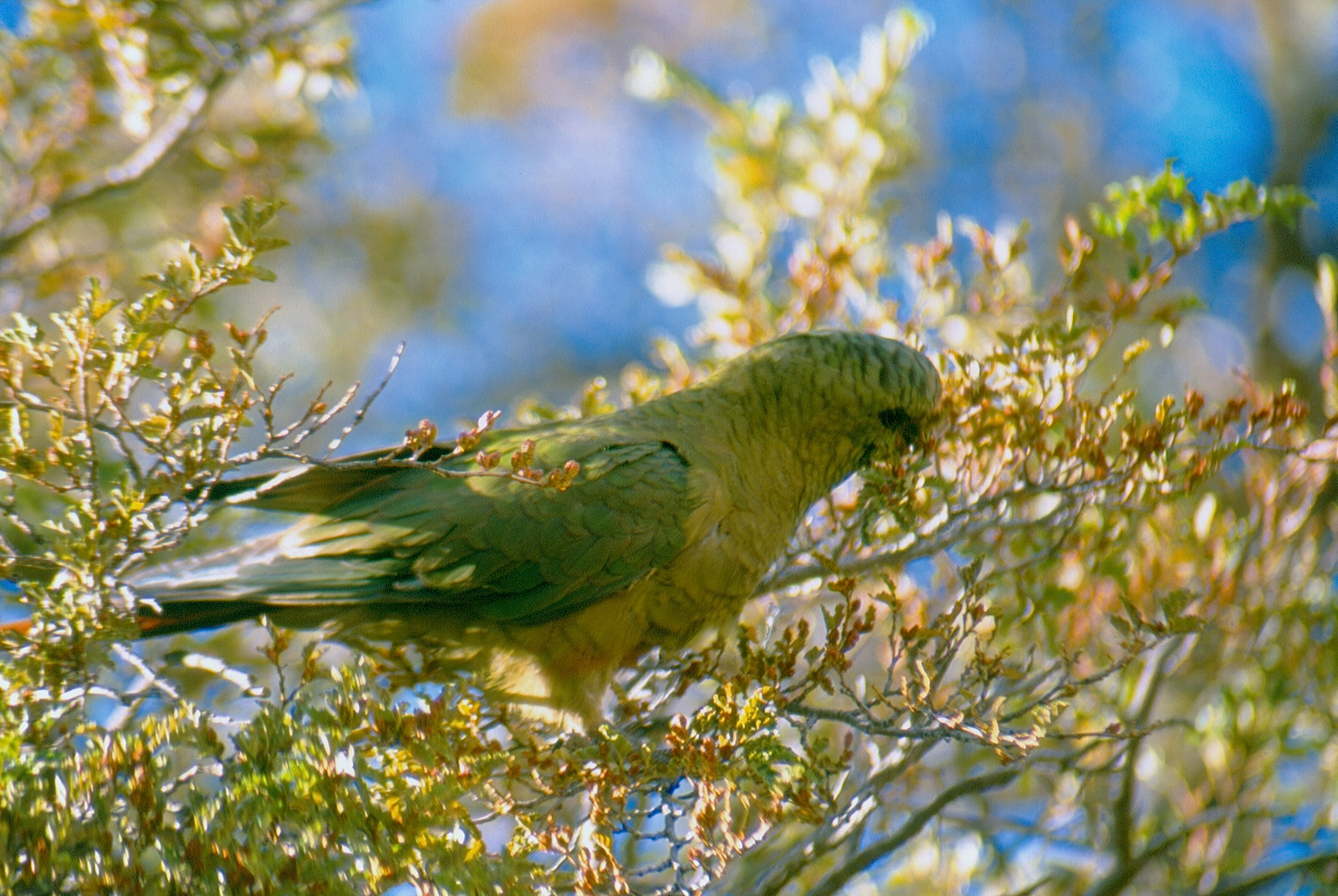
Cachaña en el Parque Nacional Torres del Paine, en Chile.